# Altenstadt (Souabe)
Pour les articles homonymes, voir Altenstadt.
Altenstadt est une commune de Bavière (Allemagne), située dans l'arrondissement de Neu-Ulm, dans le district de Souabe.